# Joe Fortenberry
Joseph „Joe“ Cephis Fortenberry (* 1. April 1911 in Slidell, Texas; † 3. Juni 1993 in Amarillo, Texas) war ein US-amerikanischer Basketballspieler. Er nahm an den Olympischen Sommerspielen 1936 in Berlin teil und gewann eine Goldmedaille. Im Finale gegen Kanada, das mit 19:8 gewonnen wurde, avancierte der 2,01 m große Center zum Topscorer.

## Karriere
Nach seinem Collegeabschluss spielte er zunächst für die Ogden Boosters in Utah, später für die McPherson Oilers (Kansas) in der Vorläuferliga der NBA: der Amateur Athletic Union (AAU). Mit den Oilers gewann er 1936 die Meisterschaft. Nach den Olympischen Spielen ging er fünf Jahre für die Phillips 66ers in Bartlesville auf Korbjagd und gewann 1940 dort seinen zweiten Meistertitel. Der gebürtige West-Texaner wurde viermal ins AAU All American-Team berufen.
Fortenberrys Bedeutung für den Basketballsport leitet sich daraus ab, dass er die Position des Centerspielers revolutionierte. Als einer der dominantesten „Big Men“ seiner Ära agierte er erstmals im Abschluss kontrolliert über Ringniveau. Seine Spannweite erlaubte es ihm, Würfe seiner Gegner reihenweise zu blocken, kurz bevor der Ball den Korb erreichte. Mobilität und Agilität Fortenberrys legten den Grundstein für eine Generation ähnlich arbeitender Innenspieler. In Reaktion darauf wurde 1945 die Goaltendingregel eingeführt.

## Fortenberry als „Erfinder“ des Dunkings
Auch der erste Dunk, das direkte „Stopfen“ des Balls in den Korb, wird häufig Fortenberry zugeschrieben. Tatsächlich wurden in den ersten Dekaden nach Erfindung des Basketballsports alle erfolgreichen Korbaktionen mitunter als dunk (eintauchen, stippen) bezeichnet, weshalb das Konzept des Dunkings, wie man es heute kennt, seinerzeit eher als alternative Korblegervariante aufgefasst wurde. Viel mehr trugen Stil, Ästhetik und Timing dazu bei, dass bis heute Fortenberrys Name mit der spektakulären Abschlussart verbunden blieb, wie Michael McKnight beschreibt.

“When Joe Fortenberry […] threw one down at the West Side YMCA in New York City on March 9, 1936, he may not have been the first man to dunk a basketball, but he was the first to do it in an aesthetically stirring way, and in front of the right people. Cameras of that era were too crude to capture the split second when the rules of both Newton and Naismith were bent, so it was fortuitous that New York Times writer Arther J. Dayley was at the Y that day covering the tournament that would decide which Americans sailed to Berlin for the Olympic debut of the 45-year-old sport. This new ‚version of a layup shot‘, Daley wrote, left observers simply flabbergasted. Joe Fortenberry […] left the floor, reached up and pitched the ball downward into the hoop, much like a cafeteria customer dunking a roll in coffee.”

„Als Joe Fortenberry […] am 9. März 1936 in der West Side YMCA in New York einen Ball stopfte, mag er nicht der erste Mann gewesen sein, der dunkte. Aber er war der erste, der es auf eine ästhetische, mitreißende Art und beobachtet von den richtigen Leuten tat. Kameras dieser Zeit waren nicht ausgereift genug, um den genauen Wimpernschlag einzufangen, in dem die Regeln von Newton und Naismith außer Kraft gesetzt wurden. Es geriet so zum Glücksfall, dass der New York Times Reporter Arthur J. Dayley an jenem Tag in der Halle war, an dem ein Turnier darüber entschied, welche US-Amerikaner nach Berlin zum olympischen Debut der 45 Jahre alten Sportart geschickt werden sollten. Diese neue ‚Version eines Korblegers‘, so Daley, ließ die Beobachter entgeistert zurück. Joe Fortenberry […] hob vom Parkett ab, kam oben an und manövrierte den Ball in den Ring, gleich eines Restaurantbesuchers, der sein Brötchen in Kaffee stippte.“

Fortenberry reklamierte für sich selbst nie, Erfinder des Dunkings zu sein.

## Trivia
In der US-amerikanischen PBS-Fernsehsendung Antiques Roadshow wurde seine Goldmedaille Anfang 2017 auf einen Wert von bis zu 175.000 $ geschätzt.